# Hobex
Die Hobex AG (Eigenschreibweise hobex) ist ein österreichischer Anbieter im bargeldlosen Zahlungsverkehr.

## Geschichte
Die Hobex AG wurde 1991 als Tochterunternehmen der hogast (Einkaufsgenossenschaft für Hotellerie und Gastgewerbe) gegründet.
Das Unternehmen beschäftigte 2016 130 Mitarbeiter, die insgesamt 35.000 Kunden mit über 55.000 Terminals und 4.700 eCommerce Lösungen in der Tourismus-, Handels- und Dienstleistungsbranche betreuten. Neben dem Kernmarkt Österreich ist die Hobex AG auch in Deutschland, Italien und Slowenien vertreten.
Nach Angaben des Unternehmens wurden im Jahr 2019 rund 27,5 Millionen Transaktionen mit einem Gesamtumsatz von 5,3 Mrd. Euro abgewickelt. Als umsatzstärkster Absatzmarkt gilt dabei der Tourismus.

## Eigentümerstruktur
Die Anteile verteilen sich auf die Raiffeisen Bankengruppe (82 %), die Bank Austria (8 %) und die Hogast Einkaufsgenossenschaft (10 %).

## Produkte
Hobex bietet Zahlungsterminals, Mobile Terminals, Automatenmodule und Webterminals an.